# Nuoto in acque libere ai campionati mondiali di nuoto 2025
Le competizioni di nuoto in acque libere ai campionati mondiali di nuoto 2025 si sono svolte dal 15 al 20 luglio 2025 nelle acque dell'isola di Sentosa a Singapore.
Si sono disputate un totale di 7 gare: 3 maschili, 3 femminili e una a squadre miste. Per la prima volta è stata introdotta la 3 km knockout sprint.

## Calendario
| Data           | Ora (UTC+2) | Evento                         |
| -------------- | ----------- | ------------------------------ |
| 16 luglio 2025 | 07:00       | 10 km maschili                 |
| 16 luglio 2025 | 10:00       | 10 km femminili                |
| 18 luglio 2025 | 01:30       | 5 km femminili                 |
| 18 luglio 2025 | 04:00       | 5 km maschili                  |
| 19 luglio 2025 | 02:00       | 3 km knockout sprint femminile |
| 19 luglio 2025 | 04:00       | 3 km knockout sprint maschile  |
| 20 luglio 2025 | 02:00       | 6 km a squadre                 |

## Podi

### Uomini
| Evento                          | Oro               | Tempo      | Argento              | Tempo      | Bronzo               | Tempo      |
| ------------------------------- | ----------------- | ---------- | -------------------- | ---------- | -------------------- | ---------- |
| 5 km (dettagli)                 | Florian Wellbrock | 57'26"40   | Gregorio Paltrinieri | 57'29"30   | Marc-Antoine Olivier | 57'30"40   |
| 10 km (dettagli)                | Florian Wellbrock | 1h59'55"50 | Gregorio Paltrinieri | 1h59'59"20 | Kyle Lee             | 2h00'00"30 |
| 3 km knockout sprint (dettagli) | Florian Wellbrock | 5'46"00    | Dávid Betlehem       | 5'47"70    | Marc-Antoine Olivier | 5'51"10    |

### Donne
| Evento                          | Oro             | Tempo      | Argento           | Tempo      | Bronzo                        | Tempo      |
| ------------------------------- | --------------- | ---------- | ----------------- | ---------- | ----------------------------- | ---------- |
| 5 km (dettagli)                 | Moesha Johnson  | 1h02'01"30 | Ginevra Taddeucci | 1h02'02"30 | Ichika Kajimoto               | 1h02'28"90 |
| 10 km (dettagli)                | Moesha Johnson  | 2h07'51"30 | Ginevra Taddeucci | 2h07'55"60 | Lisa Pou                      | 2h07'57"50 |
| 3 km knockout sprint (dettagli) | Ichika Kajimoto | 6'19"90    | Ginevra Taddeucci | 6'21"90    | Moesha Johnson Bettina Fábián | 6'23"10    |

### Misto
| Evento                    | Oro                                                                      | Tempo      | Argento                                                                       | Tempo      | Bronzo                                                                              | Tempo      |
| ------------------------- | ------------------------------------------------------------------------ | ---------- | ----------------------------------------------------------------------------- | ---------- | ----------------------------------------------------------------------------------- | ---------- |
| 6 km a squadre (dettagli) | Germania Celine Rieder Oliver Klemet Isabel Marie Gose Florian Wellbrock | 1h09'13"30 | Italia Barbara Pozzobon Ginevra Taddeucci Marcello Guidi Gregorio Paltrinieri | 1h09'15"40 | Ungheria Bettina Fábián Viktória Mihályvári-Farkas Kristóf Rasovszky Dávid Betlehem | 1h09'16"70 |

## Medagliere
| Pos.   | Paese     | Oro | Argento | Bronzo | Totale |
| ------ | --------- | --- | ------- | ------ | ------ |
| 1      | Germania  | 4   | 0       | 0      | 4      |
| 2      | Australia | 2   | 0       | 2      | 4      |
| 3      | Giappone  | 1   | 0       | 1      | 2      |
| 4      | Italia    | 0   | 6       | 0      | 6      |
| 5      | Ungheria  | 0   | 1       | 2      | 3      |
| 6      | Francia   | 0   | 0       | 2      | 2      |
| 7      | Monaco    | 0   | 0       | 1      | 1      |
| Totale | Totale    | 7   | 7       | 8      | 22     |